# Juan de Esteyneffer

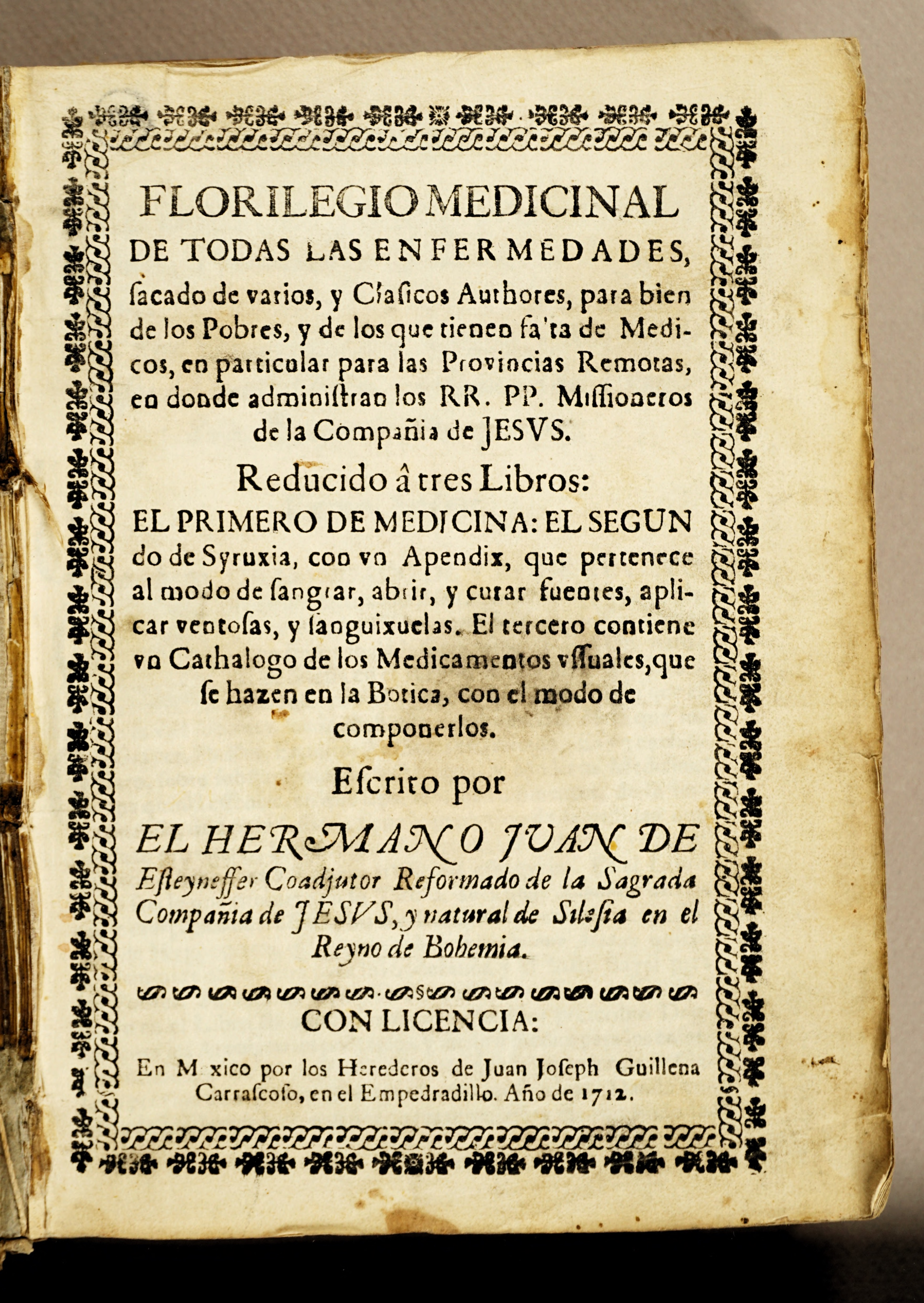
Portada de Florilegio Medicinal, 1712

Juan de Esteyneffer (4 de marzo de 1664 en Iglau, Moravia - 1716 Sonora) fue un jesuita alemán de Moravia, misionero enviado al Nuevo Mundo. Es conocido por su trabajo del año 1711 Florilegio Medicinal, que compila una combinación de la medicina tradicional del Nuevo Mundo y la europea De materia medica y el diagnóstico médico europeo del siglo XVIII.
Esteyneffer nació en Iglau, Moravia. Su nombre original en alemán no está claro; Juan de Esteyneffer fue su traducción al español, y el último nombre también es dado diversamente como Steinhofer, Steinhöfer, Steinheffer, Steineffer o Estainefer. Se unió a la Compañía de Jesús el 27 de septiembre de 1686, y estudió farmacia en Brno. Él fue enviado al Colegio Jesuita en Chihuahua para ayudar a cuidar a los misioneros ancianos y enfermos. Mientras se encontraba allí, compiló el Florilegio Medicinal, terminándolo en el año 1711, con una primera publicación en 1712 ((México: herederos de J. J. Guillena Carrascoso, 1712). La obra combina la tradición médica europea y el Nuevo Mundo tradicional con lo que entonces era la ciencia médica moderna, la antropóloga Margarita Artschwager Kay postula que sirvió para estandarizar la terapia a base de plantas en el norte de México y el suroeste de los Estados Unidos.
Para la medicina representa este personaje el ejemplo de los cirujanos-monjes que atendieron en la llamada "Tierra adentro", prodigando atención médico - quirúrgica tanto a indígenas como a hispanos. Su libro contiene no solo los remedios a cada enfermedad, también es un compendio de los santos y como a cada enfermedad se le encomendaba un santo para la "Pronta recuperación del herido o enfermo"; comenta como las amputaciones se derivaban a determinaods hospitales donde había cirujanos, reservando procedimentos mayores a dichos profesionistas, pudiendo ser el inicio de las especialidades médicas en el país y laderivación de un primer nivel médico a segundo nivel de atención quirúrgico.
Esteyneffer murió en 1716, durante su visita a Sonora.

## Edición moderna
Florilegio medicinal; edición, estudio preliminar, notas, glosario e índice analítico, Ma. del Carmen Anzures y Bolaños. México: Academia Nacional de Medicina, 1978.